# 新北市私立復興高級商工職業學校
新北市私立復興高級商工職業學校 （英譯：Fu-Hsin Trade & Arts School），簡稱復興商工，俗稱復興美工，位於臺灣新北市永和區秀朗路，創校於1957年，前身為「臺北縣私立復興美術工藝職業學校」。

## 校史

復興商工校旗

- 1957年：丁首群於臺北縣永和鎮創立「臺北縣私立復興美術工藝職業學校」，設有初級部暨高級部。設有全國首創的美工科。
- 1965年：改名為臺北縣私立復興商工職業學校。
- 1968年：附設補習學校，補校部成立。
- 1970年：增設電子工程科，改名為臺北縣私立復興高級商工職業學校。
- 1979年：附設的補校部奉臺灣省教育廳令，補校部全名改為「臺北縣私立復興高級職業進修補習學校」。

## 歷任校長
1. 徐熙光
2. 苗培成
3. 郭明橋
4. 徐學中
5. 潘衍興
6. 張慧生（名譽校長）
7. 王志誠[3]
8. 陳效宗（現任校長）

## 爭議

### 金點新秀設計獎
2016年復興高級商工職業學校學生以「專業工具」獲得金點新秀年度最佳設計獎，頒獎後遭民眾檢舉作品與國外的包裝設計商品相似度極高。經主辦單位於同年5月21日召開作品覆核審定會議後，裁決取消得獎資格，該屆以「從缺」辦理。

### AI繪圖
2024年3月，校內舉辦的「師生美展」，第一名作品遭同學及網友質疑使用人工智慧AI繪圖，經各界多日討論，得獎學生到校說明還原作畫過程後才坦承使用AI輔助，學校記小過一支取消其資格，至今校方仍未向受害者道歉。5所大專院校分別接受記者採訪，不約而同表示AI將會是未來趨勢，重要的是要教學生如何正確使用。